# Министър-председател на Индия
Министър-председателят на Индия е глава на правителството на Република Индия. Министър-председателят и избраният от него Съвет на министрите осъществяват изпълнителната власт, въпреки че президентът на Индия е номиналният ѝ ръководител. Министър-председателят трябва да е член на една от камарите на двукамарния парламент на Индия и да я оглавява. Министър-председателят и неговият кабинет са отговорни пред долната камара на парламента Лок Сабха.
Министър-председателят се назначава от президента на Индия, като трябва да получи доверие от мнозинството от членовете на Лок Сабха, които се избират пряко на всеки пет години, в противен случай трябва да подаде оставка. Министър-председателят може да бъде член на Лок Сабха или на горната камара на парламента Раджа Сабха. Министър-председателят контролира избора и освобождаването на членовете на правителството (Министерски съвет на Съюза, на английски: Union Council of Ministers) и разпределя длъжностите им.
Най-дълго управлявалият министър-председател на Индия е Джавахарлал Неру, той е и първият министър-председател, чийто мандат продължава 16 години и 286 дни. Като премиер е последван от кратък мандат на Лал Бахадур Шастри и два мандата (11- и 4-годишен) на Индира Ганди, и двамата принадлежащи към Индийския национален конгрес. След убийството на Индира Ганди нейният син Раджив Ганди поема управлението до 1989 г., когато започва десетилетие с пет нестабилни правителства. Следват пълните мандати на Нарасимха Рао, Atal Bihari Vajpayee, Манмохан Сингх и Нарендра Моди. Моди е 14-ият и настоящ министър-председател на Индия, заемащ поста от 26 май 2014 г.